# СУ-85-I
СУ-85-I — опытная советская самоходная противотанковая пушка. Разработана в конструкторском бюро Уральского завода транспортного машиностроения. Серийно не производилась.

## История создания
Весной 1943 года под руководством Л. И. Горлицкого в свердловском конструкторском бюро Уральского завода транспортного машиностроения была разработана новая противотанковая САУ, получившая обозначение СУ-85-I. К июлю 1943 года опытный образец СУ-85-I прошёл заводские испытания и был отправлен на Гороховецкий артиллерийский полигон на государственные испытания одновременно с тремя другими опытными машинами (СУ-85-II, СУ-122-III и СУ-85-IV). По результатам испытаний, к принятию на вооружение была рекомендована САУ СУ-85-II, по остальным машинам работы были прекращены.

## Описание конструкции

### Броневой корпус
Корпус и рубка СУ-85-I состояли из сварных броневых листов и обеспечивали противоснарядную защиту идентичную СУ-122М.

### Вооружение
В качестве основного вооружения использовалась 85-мм нарезная пушка С-18-1, созданная на базе орудия С-31, разработанной под руководством В. Г. Грабина. Изменениям подверглась люлька орудия. Уравновешивание производилось за счёт использования дополнительных грузов массой 180 кг. Грузы существенно ограничивали перемещения экипажа в боевом отделении. Из-за неудобного расположения механизмов наведения, требовались большие усилия для вращения маховиков. Кроме того, в полевых условиях обслуживание противооткатных устройств было невозможно без снятия маски массой около 300 кг.

### Средства наблюдения и связи
Для наводки орудия применялась орудийная панорама. Для наблюдения окружающей обстановки в командирской башенке устанавливались два смотровых зеркальных прибора наблюдения и панорама ПТК. Внешняя связь осуществлялась по радиостанции 9Р. Для внутренних переговоров между членами экипажа использовались танковые переговорные устройства ТПУ-3бисФ.